# Les Trois Christs
Les Trois Christs (titre original : The Three Christs of Ypsilanti) est un livre écrit par Milton Rokeach en 1964 et traduit en français par Lisa Rosenbaum en 1967. Il relate une expérience psychiatrique où Rokeach confronte trois hommes prétendant chacun être Jésus-Christ. Le livre est adapté dans le film Les Trois Christs réalisé par Jon Avnet en 2017. 

## Description
Le livre présente une étude psychiatrique menée par Rokeach auprès d'un groupe de patients schizophrènes de l'hôpital d'Ypsilanti (Michigan).
Afin d'étudier le délire, Rokeach réunit trois hommes qui prétendent chacun être Jésus-Christ et confronte ces derniers les uns avec les autres, encourageant les échanges en groupe.
Malgré ses espérances, Rokeach ne réussit pas à sortir les hommes de leur délire. Il note cependant des changements dans leurs croyances. Ainsi, initialement, les trois patients se querellent à savoir qui est le plus saint, se rendant jusqu'à l'altercation physique. Par la suite, ils expliquent chacun la situation des deux autres en les accusant d'être des patients d'hôpital psychiatrique, ou d'être des morts opérés par des machines.
Rokeach en est venu à voir sa recherche comme manipulatrice et non-éthique. « Je n'avais vraiment aucun droit, même au nom de la science, de jouer à Dieu et d'interférer 24 heures sur 24 dans leur vie quotidienne. »,. Il s'est excusé en postface dans une édition ultérieure du livre, publiée en 1984.